# Halbkugeliger Träuschling
Der Halbkugelige Träuschling (Protostropharia semiglobata, Syn.: Stropharia semiglobata, Stropharia stercoraria) ist eine Pilzart aus der Gattung Protostropharia und hierbei die Typusart der Gattung.

## Merkmale
Der Halbkugelige Träuschling bildet Fruchtkörper mit halbkugeligen, im Alter flach werdenden, 1–4 cm breiten Hüten, deren Oberseite zitronen- bis ockergelb gefärbt ist, mit zart ockerfarbenem Scheitel. Die Hutoberfläche ist feucht schmierig-klebrig, trocken seidig glänzend. Der Stiel wird 5–15 cm lang und 2,5–7 mm dick; er ist starr, hohl und brüchig. Oberhalb der Ringzone ist der Stiel cremefarben bis hellocker und glatt, unterhalb davon stark schleimig-klebrig und eventuell fein hellbraun faserschuppig mit cremefarbenem Untergrund. Die breiten Lamellen verlaufen fast horizontal vom Hutrand bis knapp vor den Stiel und dann erst zur Stielspitze hinauf. Sie sind jung weißlich; durch das Sporenpulver verfärben sie sich grau mit bläulich-violettem Ton, bei alten Exemplaren dunkelbraun mit weinrotem Ton.
Die dickwandigen, im Mikroskop braun erscheinenden Sporen messen 15,5–21 × 7–11,5 µm und haben einen großen, ausgeprägten, am Sporenende mittig ansitzenden Keimporus. Chrysozystiden treten sowohl im Hymenium als auch an der Stielspitze auf. Im Myzel finden sich im Gegensatz zu Träuschlingen im engen Sinn (Gattung Stropharia) keine Acanthocysten, sondern Astrocystiden.

## Ökologie
Der Halbkugelige Träuschling ist ein Dungbewohner, der auf Fettwiesen, Weiden, Trittrasen, an Wegrändern, in Gärten und Parkanlagen und ähnlichen grasigen Plätzen vorkommt und insbesondere in den Alpen auf Rinderweiden sehr häufig ist. Der Halbkugelige Träuschling bevorzugt als Substrat Rinderdung, ist aber im Gegensatz zu anderen Vertretern der Gattung Protostropharia sehr unspezifisch und kann auch auf Dung anderer Tiere, wie z. B. auch auf Pferdedung vorkommen. Die Fruchtkörper erscheinen in Mitteleuropa vom Frühsommer bis zum Herbst.

## Verbreitung
Der Halbkugelige Träuschling ist eine kosmopolitische Art auf diversem Dung. In Australien und Südamerika ist er eingeschleppt. In Europa wird die Art von Süd- und Südosteuropa nördlich bis Skandinavien, Island und den Färöer-Inseln gefunden, östlich kommt sie bis Estland und Belarus vor. In Deutschland ist der Halbkugelige Träuschling zerstreut bis verbreitet zu finden.

## Artabgrenzung
Die Vertreter der Gattung Protostropharia sehen sich meist sehr ähnlich, sodass meist eine mikroskopische Untersuchung für die Artbestimmung nötig ist. Frühere, nur makroskopisch ausgeführte Bestimmungen sind daher, wenn möglich, nachträglich zu überprüfen. Protostropharia luteonitens lässt sich am Pseudosklerotium, welches sie bildet, und durch eine auffällige, spitze Papille in der Hutmitte makroskopisch unterscheiden. Protostropharia islandica fehlen die bei den übrigen Vertretern der Gattung auftretenden Chrysocystiden. Sie ist aus Island bekannt und wächst dort auf Pferdedung. Ebenfalls arktisch verbreitet ist Protostropharia arctica, die auffallend kurzstielig ist und sich durch besonders kurze Sporen erkennen lässt. Protostropharia alcis wächst an Elch- und Rothirschdung und lässt sich an besonders schmalen Sporen erkennen. Protostropharia dorsipora unterscheidet sich insbesondere durch einen auffallend asymmetrisch ansitzenden, am Sporenende dorsal verschobenen Keimporus und bevorzugt Pferdedung. Ein Erkennungsmerkmal ist der mehlartige Geruch der zerdrückten Lamellen, welcher dem Halbkugeligen Träuschling fehlt. Protostropharia ochraceoviridis bevorzugt ebenfalls Pferdedung und lässt sich nur makroskopisch anhand der eingemischten Grüntöne der Huthaut und der nicht glatten, sondern später angedeutet schuppigen Huthaut unterscheiden.

## Systematik
Die Gattung Protostropharia ist genetisch klar von den Träuschlingen im engen Sinn abgegrenzt, steht jedoch gemeinsam mit ihnen in der Familie der Träuschlingsverwandten (Strophariaceae).
Früher (noch unter der vormaligen Zuordnung zu den Träuschlingen) wurden die Varietäten Stropharia semiglobata var. stercoraria und Stropharia semiglobata var. siccipes abgegrenzt. Erstere, manchmal sogar auf Artebene abgetrennt, lässt sich morphologisch und ökologisch nicht als eigenständig abgrenzen und wird daher als Synonym angesehen, letztere hingegen gehört in den Formenkreis von Deconica merdaria und hat nichts mit dem Halbkugeligen Träuschling zu tun.

## Bedeutung
Der Halbkugelige Träuschling ist kein Speisepilz; er ist eventuell schwach giftig. Als Dungbewohner können die Fruchtkörper jedenfalls mit den Eiern parasitischer Würmer der Weidetiere behaftet sein, was ein Infektionsrisiko bedeutet.